# Carlos Blanco Hernández
Carlos Blanco Hernández (Gijón, 11 de marzo de 1917 - Madrid, 1 de septiembre de 2013) fue un guionista español.  Trabajó en España y Estados Unidos.

## Biografía
Sus padres, Isidro y Lola, salmantinos, eran maestros en el Instituto Jovellanos, donde tenían derecho a vivienda: allí pasó los primeros años de su vida. Desde pequeño se mostró atraído por la literatura, rodeado de los libros que sus padres utilizaban para enseñar a leer a niños  y adultos. Con 15 años quedó huérfano de madre y a los 17 se trasladó a Madrid con su padre, después de que éste fuera nombrado director del grupo escolar Miguel de Unamuno. En la capital le sorprendió la Guerra Civil Española. Se presentó como voluntario para luchar en el bando republicano y combatió primero en el frente de Málaga, más tarde en el de Madrid y luego en Extremadura, hasta que fue capturado en Córdoba. Estuvo cinco años privado de libertad y cuando volvió a la calle no le permitieron retomar los estudios de ingeniero de caminos que había iniciado un año antes de que empezara la guerra. Represaliado durante los primeros años de la dictadura, buscó refugio en una de sus pasiones, contar historias. Fue así como se animó a participar en un concurso de guiones. Lo ganó con Don Beltrán de la Cueva, que escribió entre las mesas del Café Gijón de Madrid. Ahí comenzó una larga carrera, que le llevó a trabajar en el cine, con todas las privaciones que el régimen franquista suponían para desarrollar sus guiones, pero con la que supo bregar y a la que pudo trascender.
Habitual del Café Gijón, allí participaba en las tertulias junto a Enrique Jardiel Poncela, José Luis López Vázquez, Antonio Buero Vallejo, Miguel Mihura, José García Nieto, Víctor Ruiz Iriarte, César González Ruano o su viejo profesor de literatura en Gijón, Gerardo Diego.
Fichado por CIFESA escribió el guion de Locura de amor, basado en una obra de teatro de Manuel Tamayo y Baus, que se convirtió en su primer gran éxito: la película triunfó dentro y fuera de España y lanzó al estrellato a Aurora Bautista y Sara Montiel, con quien compartió su aventura americana. En 1955 la 20th Century Fox le encarga un guion de tema taurino para Ava Gardner y Luis Miguel Dominguín, a quienes él ya conocía. Zaíno, que no salió adelante, pero el guionista trató en Los Ángeles a grandes estrellas como Humphrey Bogart, Lauren Bacall, Billy Wilder, Marilyn Monroe, Audrey Hepburn. Rechazó un contrato de siete años con la 20th Century Fox para poder trabajar por libre, y así pudo atender también encargos de otras dos majors: Columbia y RKO. El mismísimo Gary Cooper se asoció con él para poner en marcha una película sobre el Quijote, aunque murió antes de que el proyecto cristalizara. Finalmente Blanco, ya de vuelta en España, constituyó su propia productora, Oscar Films, con la que rodó al fin en 1973 Don Quijote cabalga de nuevo, protagonizada por Fernando Fernán Gómez y Mario Moreno 'Cantinflas'.
Paradójicamente con la llegada de la democracia, se da la espalda a su obra considerada por muchos profesionales del cine y la cultura como la de un adepto al régimen de Franco por haber colaborado con directores como José Luis Sáenz de Heredia. 
No obstante, en su haber figuran guiones magistrales cuya adaptación dio lugar a películas míticas de la historia del cine español, como  Los ojos dejan huellas o Los peces rojos
En 2009 protagoniza el documental "La voz negra: conversaciones con el guionista Carlos Blanco" de Alfonso S. Suárez.
En los últimos años continuó escribiendo y tiene varios guiones inéditos.
Decano de guionistas, ha pasado a la historia como uno de los más grandes guionistas que ha dado el Cine Español.

## Obras
| - Don Beltrán de la cueva, guion, 1946. - Cuando llegue la noche, guion basado en una obra de Joaquín Calvo Sotelo, rodado por Jerónimo Mihura, 1946. - La princesa de los Ursinos, guion rodado por Luis Lucia en CIFESA, 1947. - Locura de amor, guion sobre Juana la Loca e inspirado en una obra de Manuel Tamayo y Baus, rodado por Juan de Orduña en CIFESA, 1947. - Las aguas bajan negras, adaptación de la novela de La aldea perdida Armando Palacio Valdés rodado por José Luis Sáenz de Heredia en Colonial AJE, 1947. - La mies es mucha, guion, (no acreditado), rodado por José Luis Sáenz de Heredia en Colonial AJE, 1947. - Llegada de noche, guion, basado en Huellas Borradas, novela radiofónica de Hans Rothe, rodado por José Antonio Nieves Conde en Colonial AJE, 1949. - 39 cartas de amor, guion rodado por Francisco Rovira Beleta, 1950. - Don Juan, guion rodado por José Luis Sáenz de Heredia, 1950, película seleccionada para participar en la Biennale de Venecia. - Los ojos dejan huellas guion rodado por José Luis Sáenz de Heredia, 1952. - Todo es posible en Granada, basado en un cuento de Washington Irving, rodado por José Luis Sáenz de Heredia en coproducción italiana, 1954. Rafael Romero Marchent rodó un remake en 1982 en el que también colaboró Carlos Blanco. - Los peces rojos, rodado por José Antonio Nieves Conde, 1955. - Diez fusiles esperan, guion rodado por José Luis Sáenz de Heredia, 1959. - Los gallos de la madrugada, guion rodado por José Luis Sáenz de Heredia, 1971. - Don Quijote cabalga de nuevo, guion rodado por Roberto Gavaldón, en Oscar Films, 1973. - La espada negra, guion rodado por Francisco Rovira Beleta, en Oscar Films 1976. - Hierba salvaje, guion rodado por Luis María Delgado, remake de Los ojos dejan huella, 1976. - Hotel Danubio (remake), historia basada en Los peces rojos dirigida por Antonio Giménez Rico y producida por José Luis Garci, 2003. - El Oficio de Rey, publicado por Siglo XXI Editores pero sin rodar, 2006. - Cervantes, la estocada secreta premiado por el Ministerio de Cultura, 2009. - Madrid, nido de víboras, inédito. - La ladrona y Juan Martín Díaz, el Empecinado, inédito. - Informe secreto sobre la muerte de un carpintero, inédito. - Una víbora en el bolsillo, inédito. - La Loca y el Pavo Real, inédito. |

## Premios y reconocimientos
Medallas del Círculo de Escritores Cinematográficos
| Año  | Categoría   | Película                   | Resultado |
| ---- | ----------- | -------------------------- | --------- |
| 1947 | Mejor guion | La princesa de los Ursinos | Ganador   |
| 1952 | Mejor guion | Los ojos dejan huellas     | Ganador   |

- Medalla de oro de Bellas Artes.
- La espiga de oro al mérito de la Seminci.
- Reconocimiento de la Academia de Cine en el centenario del cine.